# Ю (сад)
31°13′45″ пн. ш. 121°29′15″ сх. д. / 31.22916667° пн. ш. 121.4875° сх. д.

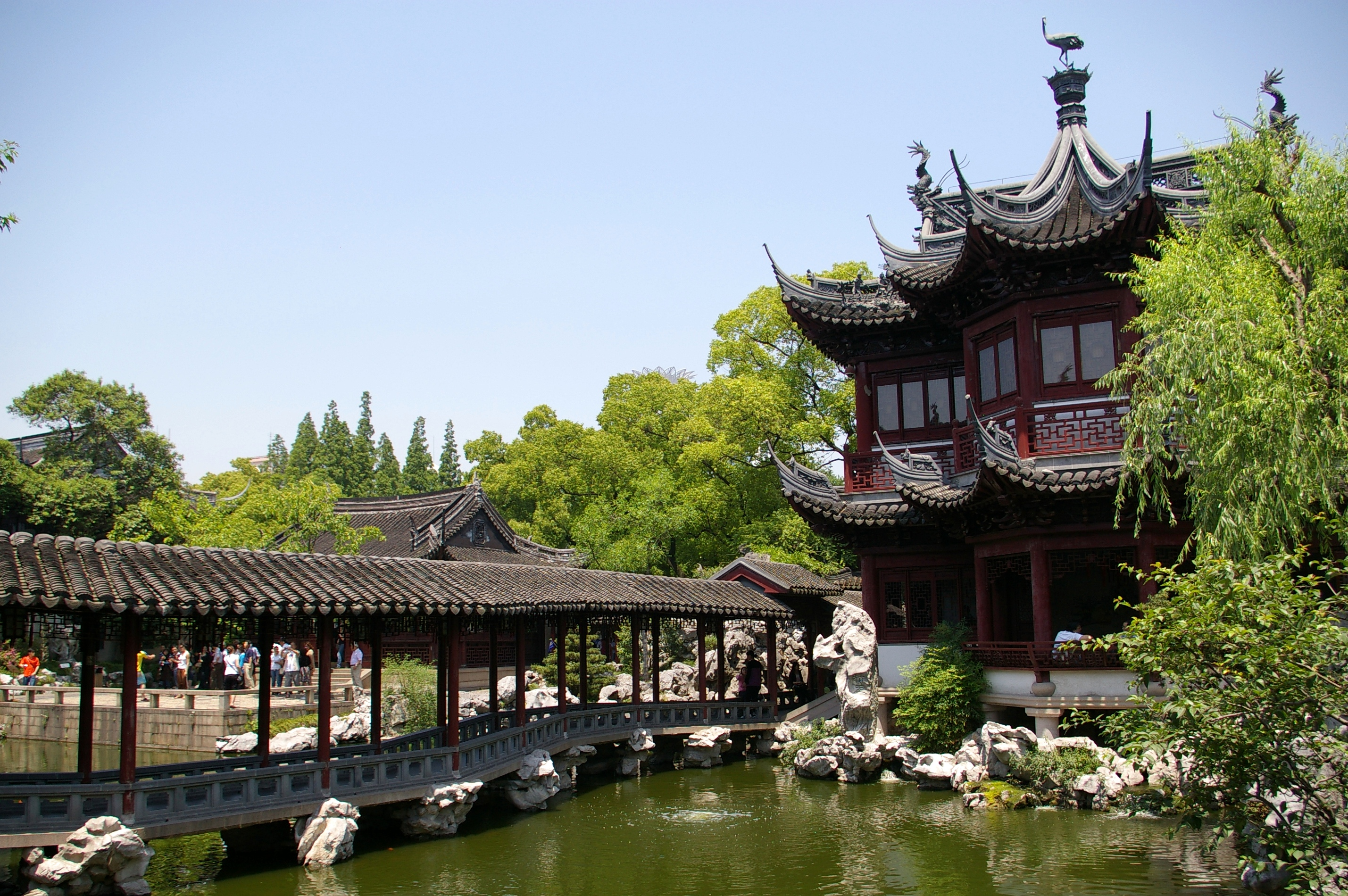
Один із павільйонів саду

Ю або Юй-Юань (кит. трад. 豫園, спр. 豫园, піньїнь: Yùyuán, буквальний переклад «Сад радості») — приватний традиційний китайський сад, що знаходиться у старій частині міста Шанхай. Це один з розкішних зразків садового і планувального мистецтва Китаю епохи Мін (1368—1644).

## Історія
Сад Ю був створений одним з чиновників династії Мін на ім'я Пан Юн Дуан. У 1577 році він подарував це затишне місце батькам, щоб вони змогли спокійно і приємно проводити там час в старості.
За 450 років, що минули з часу заснування цього саду, його планування і зовнішній вигляд зазнав масу змін. Він дуже постарів і став запущеним за часів занепаду Мінської династії — сім'я Пан згодом втрачала свій державний вплив і поступово розорилася. Сад прийшов в страшний занепад, проте в 1760 році його викупили багаті торговці і більше 20 років займалися відновленням його структури, рослинності і багатьох павільйонів. За часів опійної війни в XIX столітті сад Ю знову був дуже серйозно пошкоджений. Та пишність, яку можна бачити тут сьогодні — результат п'ятирічної роботи по відновленню, які почалися тільки в 1956 році. Для громадськості сад Ю був відкритий у вересні 1961 року. Сьогодні він є однією з історичних пам'яток і прогулянкових перлин Старого Шанхая.

## Опис
Сьогодні сад Ю займає площу в 20 000 м². Цей розмір не можна назвати дуже великим, проте тут міститься безліч пам'яток: мальовничі павільйони і зали, сади каменів і витончені водойми, молитовні і багата рослинність — все це має величезну історичну і культурну цінність, кожен об'єкт має свої неповторні особливості. В саду є шість головних об'єктів — павільйони Сан-Суй, Діан-Чун, Ху-Джинг, Ю-Ха, павільйон Ван-Ху і внутрішній садок. Вони розташовані в строгому порядку, і під час прогулянки по саду перед відвідувачем розкриваються по черзі дивовижні, невимовно прекрасні краєвиди.
Великий сад каменів розташований на висоті 14 метрів, біля самого входу в сад. З його вершини відкривається прекрасний вид на весь сад Ю — практично з висоти пташиного польоту. У самому кінці саду знаходиться тихий і витончений павільйон Ци-Ху, оточений старими деревами і красивими квітами. Тут знаходяться сувенірні крамнички.
Павільйон Сан-Сунь був побудований в 1760 році і спочатку служив для розваги гостей. Трохи пізніше тут стали проводити витончені чайні церемонії для знатних жителів міста і вчені диспути. Він стоїть на узвишші, і з нього видно п'ять інших павільйонів. Це найбільший і просторий павільйон саду Ю, а його назва в перекладі з китайської означає «доброзичливий», «вдалий».
Прогулюючись поруч з павильоном Ван-Ху, можна побачити численні коридори, внутрішні дворики і молитовні, оброблені з великою витонченістю. Але головна визначна пам'ятка в цій області саду — два старих дерева, кожне з яких у висоту досягає 25 метрів. Посаджені вони були господарем саду при його заснуванні — а значить, цим деревам вже по півтисячі років.
Справжній скарб парку — унікальна скеля висотою в 3,3 метра. У ній є 72 дрібних отвори: якщо біля підніжжя скелі запалити китайські ароматичні свічки, то дим буде випливати з усіх отворів, створюючи унікальний ефект.
Центральний парковий ставок — мальовничий і оригінальний. Через нього перекинутий зигзагоподібний міст, який згинається  дев'ять разів. На мосту можна постояти, помилуватися видом і погодувати риб, що плавають між його опорами.
В цілому архітектура Сада Ю була розроблена дуже майстерним чином: на невеликому просторі створено враження великих просторів. Китайські проектувальники середньовіччя домагалися такого ефекту шляхом організації звивистих стежок, непаралельних алей, арочних прорізів з широкою перспективою і ретельно продуманого розташування павільйонів.

## Галерея

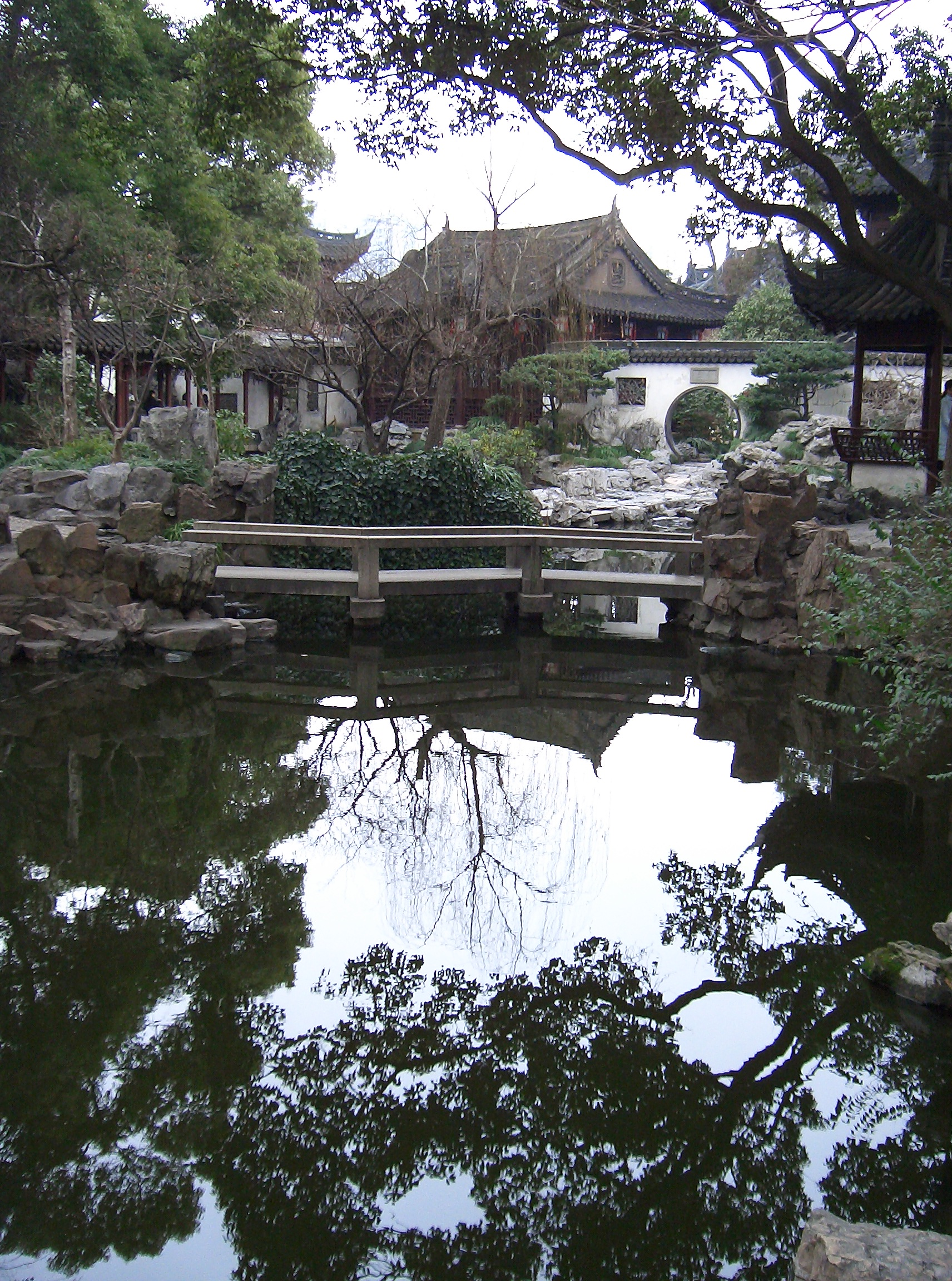
Вигнутий міст і округлі ворота
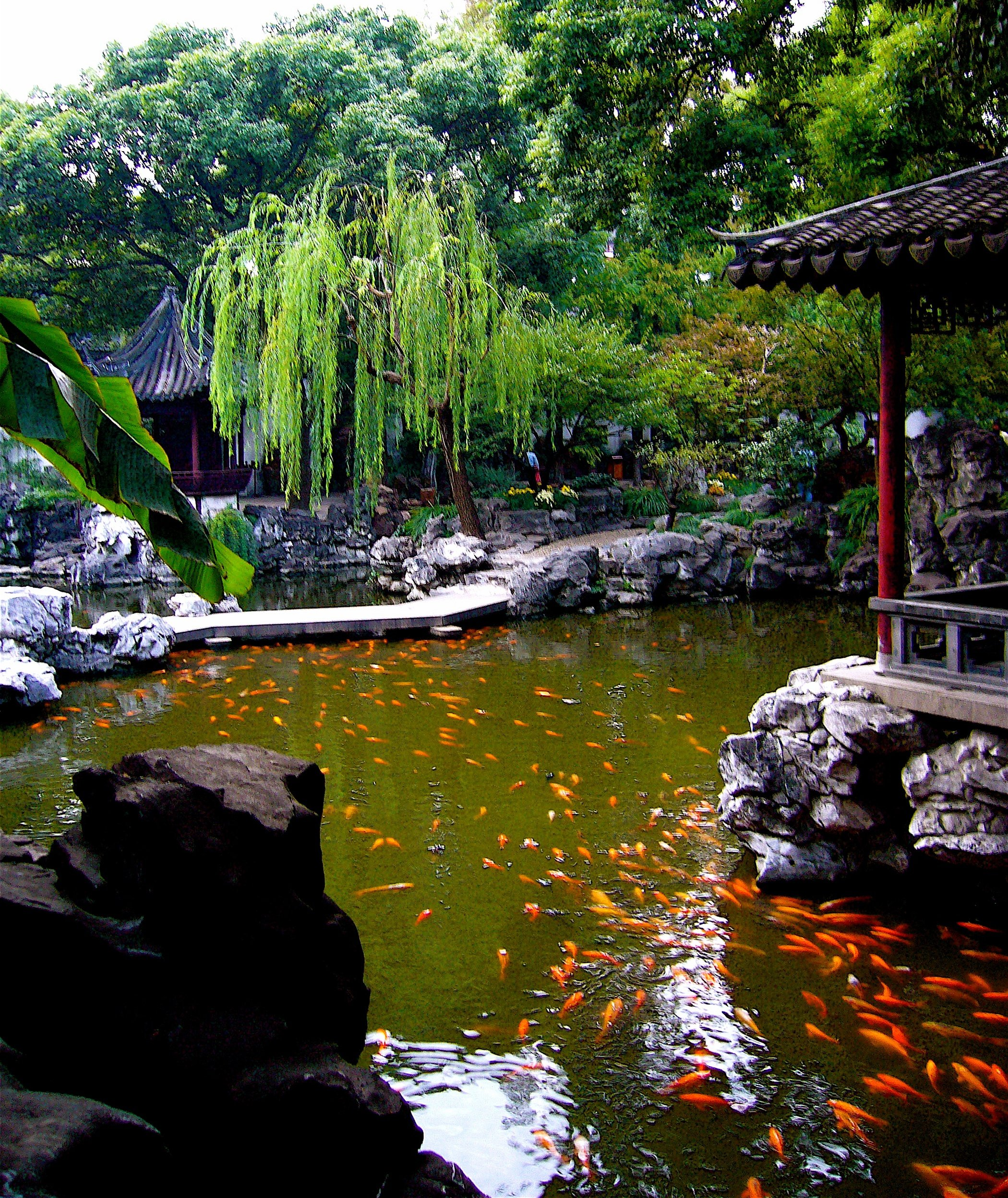
Золоті рибки в великому ставку
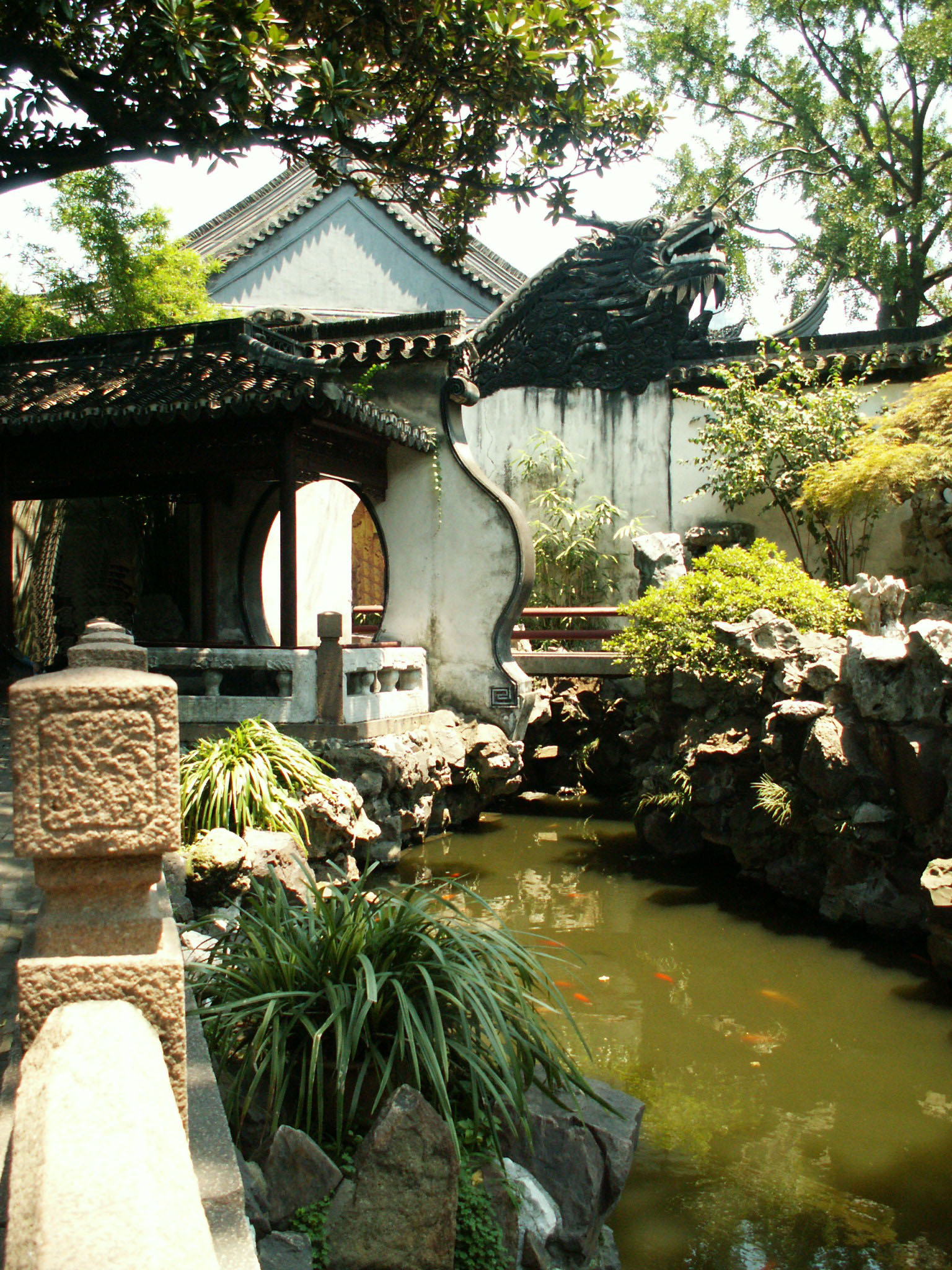
Настінний дракон
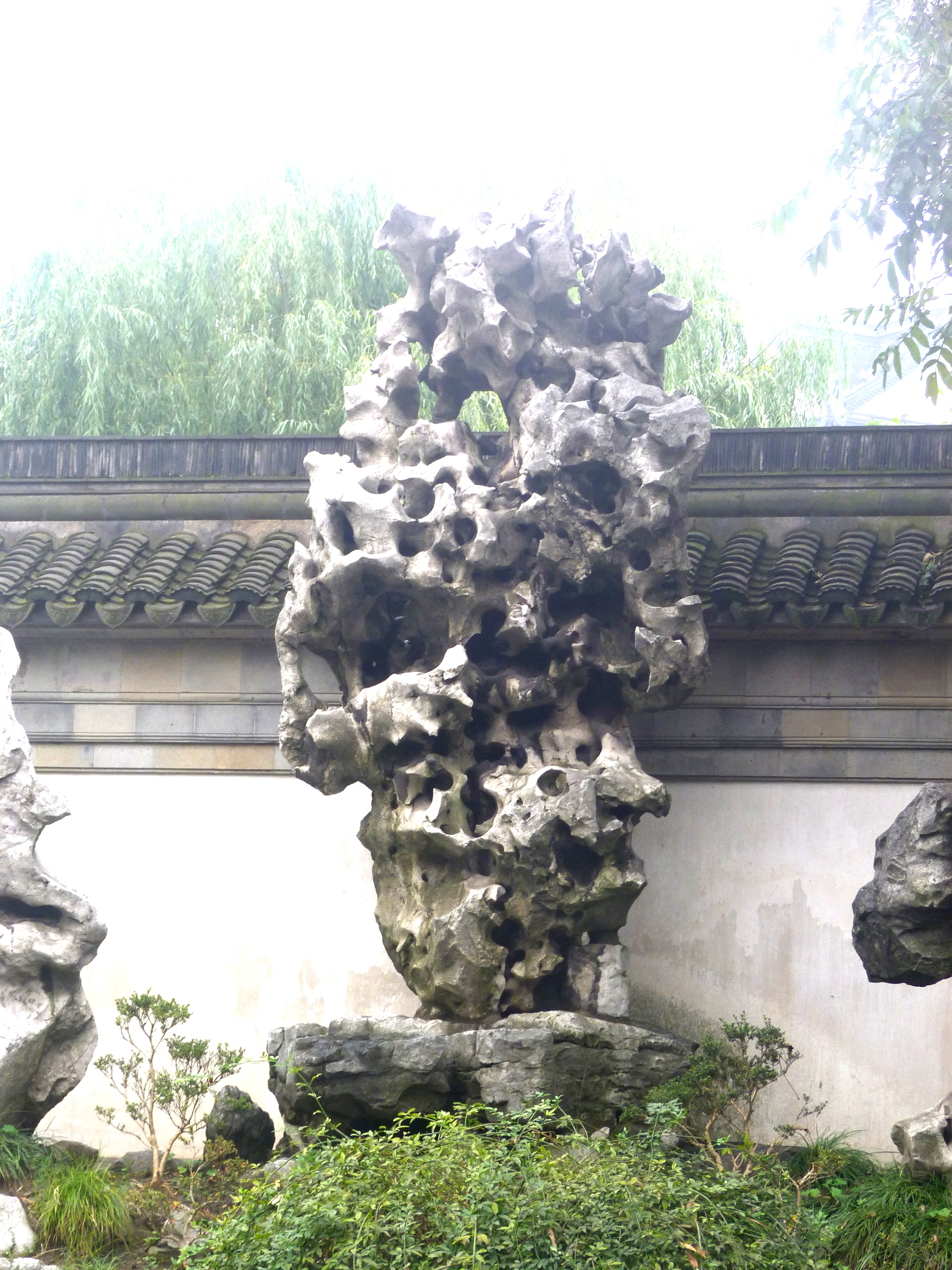
Сад Ю
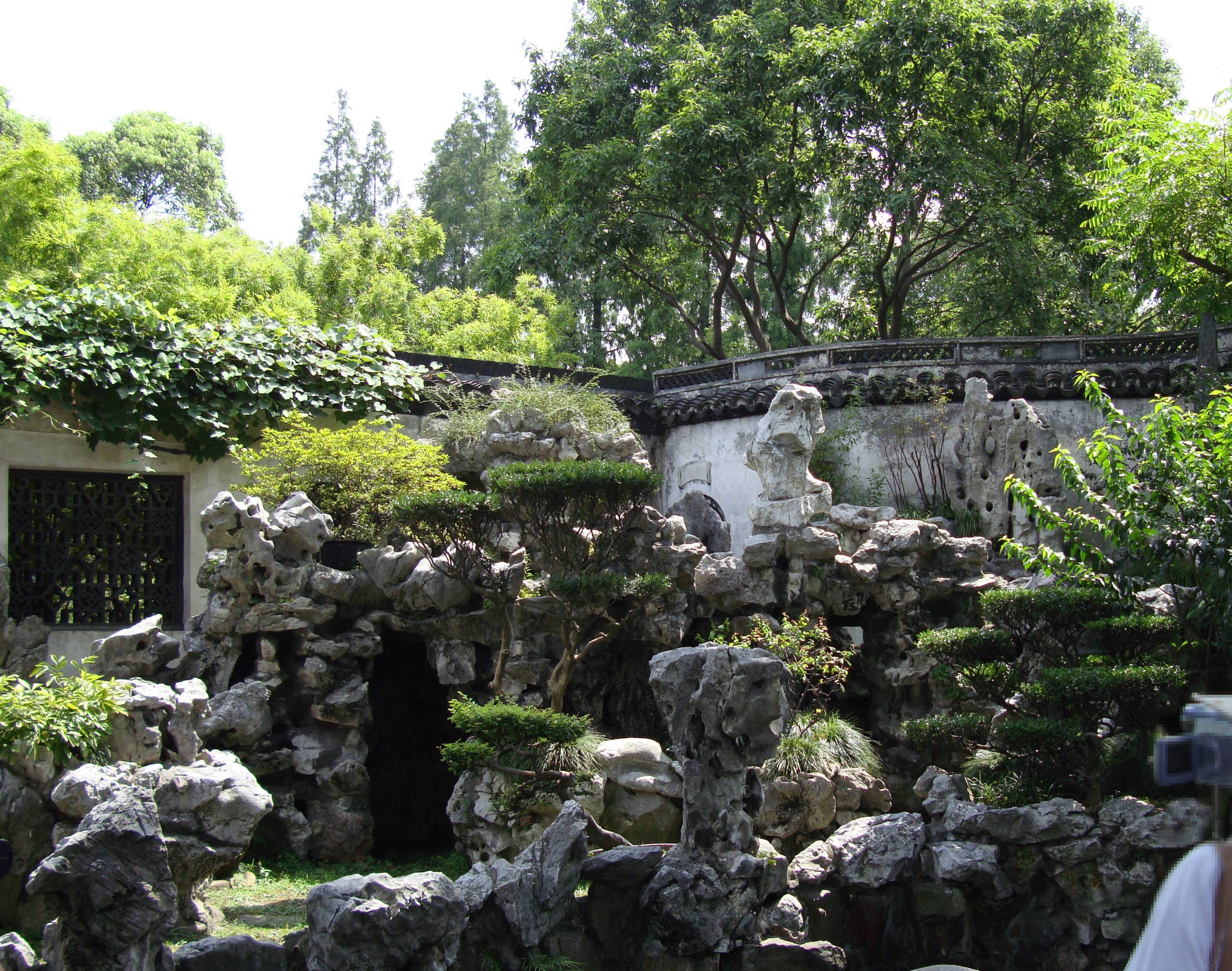
Рокарій
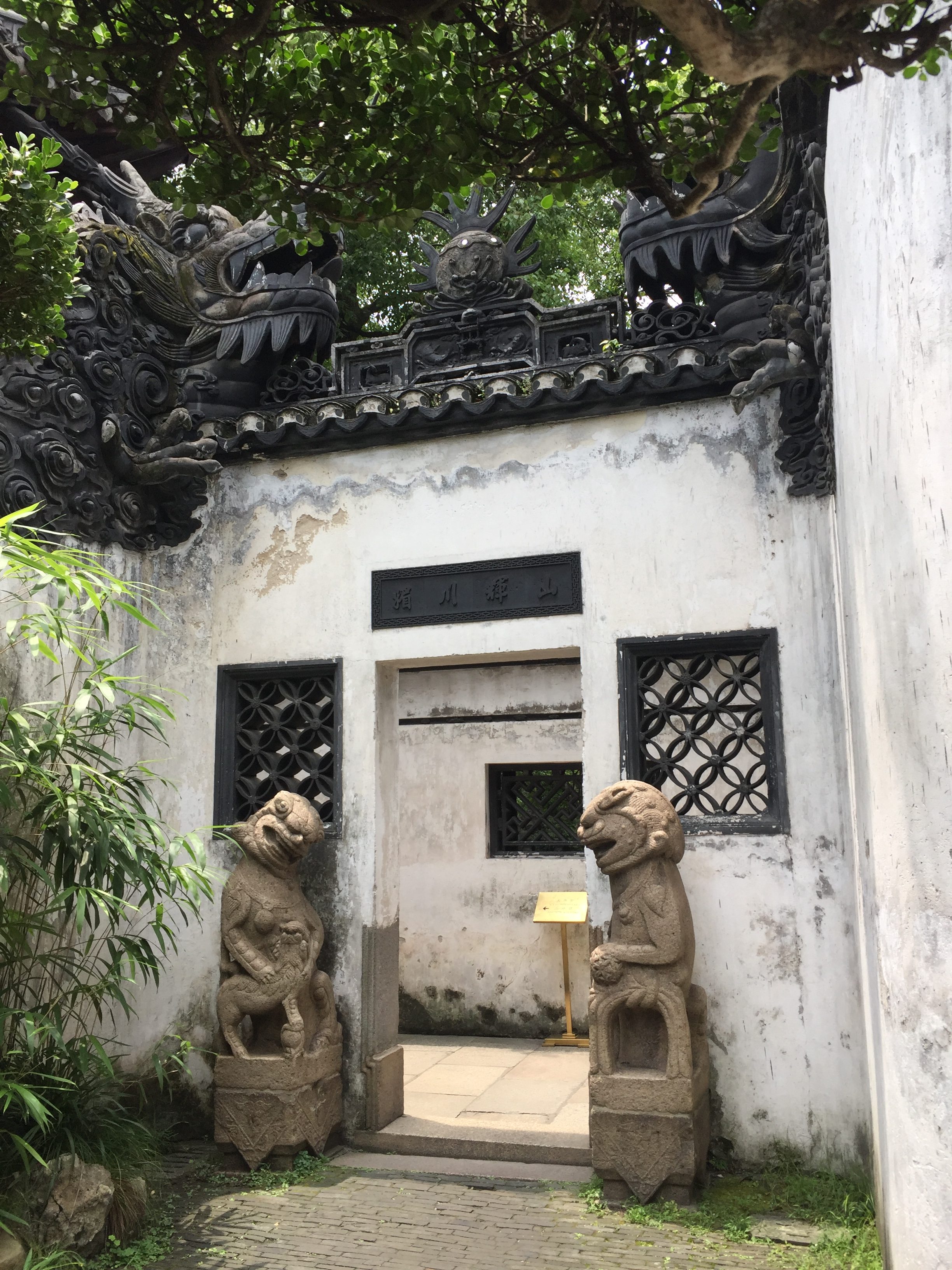